# Honkasaari (ö i Finland, Kajanaland, Kajana)
Honkasaari är en ö i Finland. Den ligger i sjön Iso-Kiimanen och i kommunen Sotkamo i den ekonomiska regionen  Kajana ekonomiska region  och landskapet Kajanaland, i den centrala delen av landet, 500 km norr om huvudstaden Helsingfors. Öns area är 2,2 hektar och dess största längd är 270 meter i sydöst-nordvästlig riktning.